# What Are You Waiting For? (The Saturdays)
What Are You Waiting For? è un singolo del gruppo musicale pop britannico The Saturdays pubblicato il 10 agosto 2014 come unico singolo di lancio della raccolta Finest Selection: The Greatest Hits della girlband.
Presenta al lato B il singolo When Love Takes Over.

## Video
Il video del brano è stato pubblicato sul canale Vevo-YouTube del gruppo il 29 giugno 2014. È stato girato sull'isola greca di Rodi.

## Tracce
CD singolo
1. What Are You Waiting For? – 3:25
2. When Love Takes Over – 3:51
3. Greatest Hits Megamix – 7:41
4. What Are You Waiting For? (LuvBug Radio Edit) – 3:18